# Újezd u Rosic
Újezd u Rosic (deutsch Aujest) ist eine Gemeinde in Tschechien. Sie liegt acht Kilometer südlich von Velká Bíteš und gehört zum Okres Brno-venkov.

## Geographie
Újezd u Rosic befindet sich in der Bobravská vrchovina auf einer Anhöhe zwischen den Tälern der Bäche Žďárek, Chvojnice und Újezdský potok. Nordwestlich erhebt sich die Krokočínská hůrka (498 m). Gegen Südwesten liegt der Stausee Chvojnice. Südlich des Dorfes befindet sich ein Militärgelände.
Nachbarorte sind Stanoviště im Norden, Příčnice, Zálesná Zhoř und Zhořský Dvůr im Nordosten, Zbraslav und Březina im Osten, Příbram na Moravě und Vysoké Popovice im Südosten, Rapotice und Lesní Jakubov im Süden, Horní Lhotice und Otradice im Südwesten, Hluboké im Westen sowie Krokočín im Nordwesten.

## Geschichte
Die erste schriftliche Erwähnung des Ortes erfolgte im Jahre 1353, als der Vladike Hartlieb von Popovice als Nachfolger des Jan von Popovice den Besitz übernahm. 1378 kaufte Boušek von Ivančice das Dorf. In der Mitte des 15. Jahrhunderts gehörte Újezd zu den Besitzen des Jan von Deblín. Von diesem erwarb im Jahre 1466 Veronica von Boskowitz den Ort. Nachdem Hynko von Kukwitz 1482 Újezd erworben hatte, schloss er die Güter an seine Herrschaft Rossitz an. Während des Dreißigjährigen Krieges wurde Újezd im Jahre 1620 geplündert. Im Hufenregister sind nach dem Ende des Krieges von den 18 Anwesen zehn aus wüst genannt. 1770 bestand Újezd aus 25 Wirtschaften. Seit 1789 gehört Újezd zur Pfarre Popovice.
Nach der Aufhebung der Patrimonialherrschaften bildete Aujezd ab 1850 eine Gemeinde im Brünner Bezirk. Zum Ende des 19. Jahrhunderts fanden die Ortsnamen Oujezd und später Újezd Verwendung. Zu dieser Zeit setzte eine Wachstumsphase in Újezd ein. Ab 1900 gehörte die Gemeinde Újezd zum Bezirk Velké Meziříčí. Im Zuge der Bodenreform von 1925 fiel auch der Großgrundbesitz Rossitz-Eichhorn des Barons De Forest an den tschechoslowakischen Staat. In den 1930er Jahren gab es in Újezd eine Mühle und eine Säge, zwei Wirtshäuser sowie zwei Läden, zwei Schneider, zwei Schmiede, zwei Schuster, zwei Tischler und je einen Metzger, Schneider und ein Fuhrgeschäft und Spedition. Ein Teil der Bewohner arbeitete in den Hütte und den Gruben von Zastávka, dorthin verkehrten zwei Busse. Um 1930 wurde Újezd elektrifiziert. In den 1930er Jahren entstand die Straße von Rapotice nach Újezd, sie wurde nach dem Zweiten Weltkrieg bis Stanoviště verlängert. Im Jahre 1948 wurde die Gemeinde dem Okres Velká Bíteš zugeordnet. Nach dessen Aufhebung kam der Ort 1961 zum Okres Brno-venkov und erhielt zur Unterscheidung von Újezd u Brna den amtlichen Zusatz u Rosic. Im Jahre 1980 wurde Újezd u Rosic nach Zbraslav eingemeindet. Seit 1990 besteht die Gemeinde wieder.

## Gemeindegliederung
Für die Gemeinde Újezd u Rosic sind keine Ortsteile ausgewiesen. Zu Újezd u Rosic gehört die Ortslage Horní Mlýn.

## Sehenswürdigkeiten
- Kapelle des hl. Franziskus, am Dorfplatz
- Betsäule

## Söhne und Töchter der Gemeinde
- Petr Bende (* 1977), Schlagersänger und Komponist